# Selenisa lacia
Selenisa lacia är en fjärilsart som beskrevs av Druce 1890. Selenisa lacia ingår i släktet Selenisa och familjen nattflyn. Inga underarter finns listade i Catalogue of Life.